# Sanulrim
Sanulrim est un groupe de rock sud-coréen, originaire de Séoul. Conçu par les frères Kim Chang-wan, Kim Chang-hoon, et Kim Chang-ik, le groupe est considéré par la presse spécialisée comme l'un des plus importants de Corée du Sud Il est formé en 1977, et séparé en 2008.

## Biographie
Sanulrim est formé en 1977, par les trois frères Kim Chang alors qu'ils sont encore au lycée. Le nom du groupe vient de la combinaison de deux mots : san (산, montagne) et ullim (울림, écho). « La formation du groupe remonte à mon entrée au lycée en 1971. Après les cours, avec mes frères, on répétait tous les soirs au moins une heure dans le garage de nos parents. Aujourd'hui, ça fait un peu cliché, mais c'était comme ça... », explique Kim Chang-wan, interviewé sur Arirang TV dans l’émission Rock on Korea[réf. nécessaire].
À l'origine, le groupe était appelé Mui (무이) et n'a jamais eu vocation d'être professionnel. L'autre groupe lycéen de Kim Chang-hoon, nommé Sand Pebbles, remporte un prix au MBC College K-pop Festival avec le morceau 나 어떡해. Mui est initialement nommé pour son morceau 문좀 열어줘, mais ne gagnera aucun prix, Kim Chang-wan ayant déjà été diplômé de l'université.
Le groupe publie son premier album en décembre 1977. L'album se popularise significativement dans la scène pop coréenne. Intitulé vol.1 아니벌써, l'album amène un nouveau genre musical que les coréens n'ont jamais entendus auparavant. Le public est attiré par leur style hard rock/psychédélique. L'apparition scénique de Sanulrim est à la fois innovatrice et dramatique, d'une part car elle fait vivre de manière significative la scène musicale coréenne, mais d'autre part car les principaux membres ont été arrêtés pour possession de stupéfiants au milieu des années 1970.
Kim Chang-ik décède en 2008 dans un accident de voiture à Vancouver, en Colombie-Britannique, lors d'une tournée au Canada,. Kim Chang-wan annonce que le groupe met un terme à ses activités, à la suite de la mort de leur frère.
Après cette séparation, Kim Chang-wan continuera une carrière de musicien, acteur, scénariste et célébrité. Il devient l'un des antagoniste de la série coréenne White Tower, et joue un rôle dans la comédie romantique Coffee Prince. Kim Chang-hoon réside à Los Angeles avec sa famille.

## Membres
- Kim Chang-wan - chant, guitare
- Kim Chang-hoon - guitare
- Lee Sang-hoon - piano, claviers
- Choi Won-sik - basse
- Kang Yoon-gi - batterie
- Kim Chang-ik (†) - batterie, membre fondateur (mort en 2008)

## Discographie
- 1977 : 아니벌써 - What, already?
- 1978 : 내 마음에 주단을 깔고 - As Laying Carpet on My Mind.
- 1978 : 내 마음/그대는 이미 나 - My Heart/You're already me.
- 1979 : Live in Cairo
- 1979 : 동요선물 1집 - Songs for kids vol.1
- 1979 : 특급열차/우리 강산  - Express Train/Our Country
- 1979 : 한낮의 모래시게/이렇게 갑자기  - Hourglass at Noon/Suddenly
- 1979 : 조용한 방/오두막/찻잔 - Quiet Room/Cabin/Tea Cup
- 1979 : 동요선물 2집 - Songs for Kids vol.2
- 1980 : 조금만 기다려요/못잊어/어느 비 내리던 날  - Wait a Minute, please
- 1981 : 가지 마오/하얀 달/청춘 - Don't Go
- 1982 : 동요선물 3집 - Songs for Kids vol.3
- 1982 : 새야 날아/내게 사랑은 너무 써 - Fly Bird! Love is too bitter for me
- 1983 : 웃는 모습으로 간직하고 싶어/멀어져간 여자 - I wanna take your smile: she's gone
- 1983 :  기타가 있는 수필 - An Article with Guitar
- 1984 : 동요선물 4집 - Songs for Kids vol.4
- 1984 : 너의 의미/지금 나보다/꿈이야 생각하며 잊어줘 - Meaning of You
- 1985 : Postscript
- 1986 : 그대 떠나는 날에 비가 오는가/슬픈 장난감 - When you go away, the rain falls?
- 1991 : Adagio
- 1992 : 착각 - Delusion
- 1997 : 무지개 - Rainbow
- 1998 : Green Gate
- 1998 : Sky-Blue Vase
- 2001 : 아빠의 선물 - Present from father
- 2008 : The Happiest
- 2009 : Bus
- 2011 : Darn it
- 2012 : Pink excavator (best of)
- 2015 : Forgiveness